# Amylolyse
L'amylolyse est le processus de dégradation de l'amidon et du glycogène par hydrolyse, dont le dernier terme est le glucose (au cours de la digestion, il est le résultat de l'action de l'amylase.)
Ce processus est utilisé dans la fabrication de la bière ainsi que celle du pain.